# نیوتون (ماساچوست)
نیوتون، ماساچوست
نیوتون(به انگلیسی: Newton) شهری در شهرستان میدلسکس ایالت ماساچوست می‌باشد که در سال ۱۶۸۸ بنیان‌گذاری شده‌است. این شهر در سرشماری سال ۲۰۱۰ میلادی، ۸۵٬۱۴۶ نفر جمعیت داشته‌است.